# Бомбардувальник Барамулла

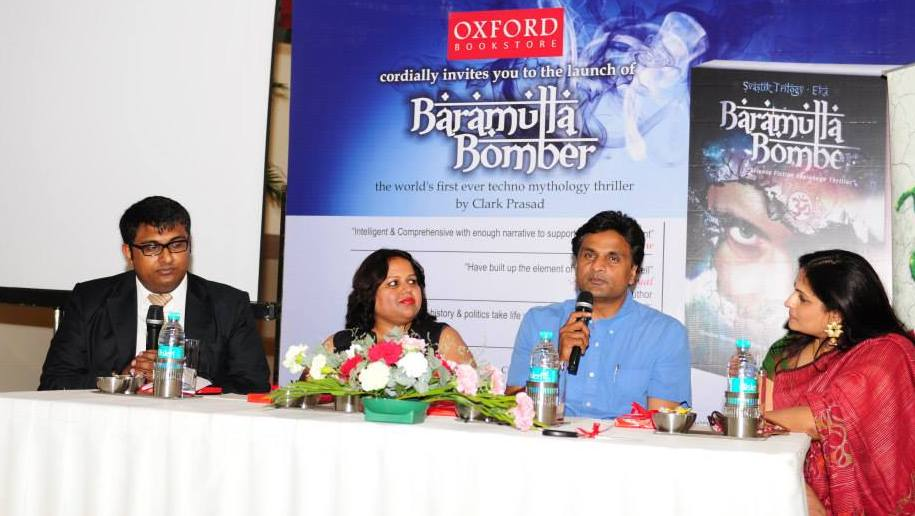
Презентація книги «Бомбардувальник Барамулла»

«Бомбардувальник Барамулла» (англ. Baramulla Bomber) — науково-фантастичний шпигунський трилер та перший індійський міфологічний трилер Кларка Прасада. «Бомбардувальник Барамулла» рекламується як перший на планеті «техно-міфологічний трилер», технотрилер з міфологічними елементами. Вперше опублікований у липні 2012 року, але був перевиданий Niyogi Books India у серпні 2013 року. Продажа роману стартувала 5 жовтня 2013 року в індійському місті Бенгалуру за сприяння Джавала Срінатга, дебютний роман Кларка Прасада.

## Сюжет
Історія розпочинається з настанням таємничого землетрусу, який вражає долину Шаксгам в Кашмірі. Пекельні руйнування від цього землетрусу провідними спецслужбами світу розглядаються як перевірка новітньої зброї, здійснена Китаєм та Пакистаном. Ця нова зброя була розроблена на основі інформації, яка містилася у Ведах, Біблії та квантовій механіці.
Для розслідування справи в Кашмір направляється шведський таємний агент-атеїст Адольф Сільфверскіл, його завдання — стежити за підозрюваним Мансур Гайдером. Мансур — власний крикетист, проте зовсім не здогадується про те, що відбувається навколо нього. Він стикається з величезними проблемами, які постають перед ним, щоб бути зі своєю подругою Ааганою Яджурведі. Гайдер починає виступати за національну збірну Індії з крикету. Адольф та Аагана досліджують інцидент у долині Шаксгам, проте кожен це робить через власні причини. Міністр внутрішніх справ Індії, Агастія Ратор, стикається з двома сценаріями бою, як з Китаєм, так і з Пакистаном, і небезпекою нової системи озброєння, яку світ лише спостерігав і випробував у стародавньому минулому.

## Відгуки літературних критиків
«Бомбардувальник Барамулла» отримав в цілому позитивні відгуки. За словами оглядача The Hindu Діпа Радманабана «дебютний роман Кларка Прасада має інтригуючу суміш релігії, крикету, долі та квантової фізики». Lucknow Tribune констатувала, що «Бомбардувальник Барамулла» «вивів індійську наукову фантастику на новий рівень». Книга з легкістю присвячена декілька складних персонажів і надає широкі можливості для кожного персонажа. Найпоширенішим в оглядах критиків є теза про те, що така книга, як Бомбардувальник Барамулла, може бути написана лише в результаті обширних та ретельних досліджень.
«Він обіцяє появу нового письменника, який занурений в міфологію та науку», — стверджує Нувен Раджендран з газети Deccan Chronicle. Декілька критичних відгуків вказують на те, що трилер Кларка Прасада втрачає свій темп десь посередині книги. Тим не менш, він підвищується до кульмінації. Незважаючи на те, що декілька інцидентів залишаються незрозумілими, рецензенти сподіваються знайти відповіді, прочитавши наступні  дві книги в трилогії.